# Peter Cellier
Peter Cellier, född 12 juli 1928 i Hendon i Barnet, London, är en brittisk skådespelare som arbetat med film-, scen- och TV-produktion. Både hans far, Frank Cellier, och hans syster, Antoinette Cellier, var/är skådespelare.

## Filmografi
- Lavendelflickorna (2004) - BBC Announcer
- Mrs Dalloway (1997) - Lord Lezham
- Stanley's Dragon (1994) - Mr. Johnson
- The Remains of the Day (1993) - Sir Leonard Bax
- Bhaji on the Beach (1993) - Ambrose Waddington
- Howards End (1992) - Colonel Fussell
- Personal Services (1987) - Mr. Marples
- Out of Order (1987) - Home Secretary
- Ursäkta, vad är klockan? (1986) - Headmaster
- Ett rum med utsikt (1985) - Sir Harry Otway, a landlord
- Och skeppet går (1983) - Sir Reginald J. Dongby
- Chariots of Fire (1981) - Head Waiter - Savoy
- Breaking Glass (1980) - Garage Customer
- The Pumaman (1980) - Martin
- Rain of Fire (1977) - Sheckley
- Crossed Swords (1977) - Mean Man
- Stackars Dennis (1977) - First merchant
- Sister Dora (1977) - Actor
- Barry Lyndon (1975) - Sir Richard
- Fredag – människan (1975) - Carey
- Man About the House (1974) - Morris Pluthero
- Don't Just Lie There, Say Something! (1973) - Attorney General
- Luther (1973) - Prior
- Young Winston (1972) - Captain 35th Sikhs
- Morgan! (1966) - Second Counsel

## TV-serier
| År        | Titel                  | Roll             |
| --------- | ---------------------- | ---------------- |
| 1974      | Man About the House    | Morris Pluthero  |
| 1981–1984 | Javisst, herr minister | Sir Frank Gordon |
| 1986–1987 | Javisst, herr minister | Sir Frank Gordon |
| 1990–1991 | Skenet bedrar          | Majoren          |